# Piteå (gemeente)
Piteå (Fins: Piitime, Samisch: Biŧon) is een Zweedse gemeente in Norrbotten. De gemeente behoort tot de provincie Norrbottens län. Ze heeft een totale oppervlakte van 4718,3 km² en telde 40.830 inwoners in 2004.
Bestuurscentrum: Piteå
Tätort: Bergsviken · Blåsmark · Böle · Hemmingsmark · Hortlax · Jävre · Lillpite · Norrfjärden · Roknäs · Rosvik · Sikfors · Sjulsmark · Svensbyn. 
Småort: Arnemark · Bertnäs · Bertnäs · Edet  · Grundvik · Holmträsk · Koler · Kopparnäs · Långträsk · Maran en Skatan · Näsudden en Berget · Nybyn · Ön · Pålberget · Pite havsbad · Storsund · Svedjan en Träsket · Liden · (Yttrefjärd östra strandbad)
Overig: Borgfors · Flötuträsk · Granträskmark · Gråträsk · Högsböle · Högsböleskiftet · (Infjärden) · Jävrebodarna · Klubbfors · Kvarnbäcken · Långnäs · Munksund · Pitsund · Sjulnäs
Arjeplog · Arvidsjaur · Boden · Gällivare · Haparanda · Jokkmokk · Kalix · Kiruna · Luleå · Pajala · Piteå · Älvbyn · Överkalix · Övertorneå